# Marokkó a 2000. évi nyári olimpiai játékokon
Marokkó az ausztráliai Sydneyben megrendezett 2000. évi nyári olimpiai játékok egyik részt vevő nemzete volt. Az országot az olimpián 9 sportágban 55 sportoló képviselte, akik összesen 5 érmet szereztek.

## Érmesek
| Érem  | Versenyző       | Sportág   | Versenyszám          |
| ----- | --------------- | --------- | -------------------- |
| Ezüst | Hisám el-Gerúzs | Atlétika  | Férfi 1500 m         |
| Bronz | Brahim Lahlafi  | Atlétika  | Férfi 5000 m         |
| Bronz | Ali ez-Zín      | Atlétika  | Férfi 3000 m akadály |
| Bronz | Nezha Bidván    | Atlétika  | Női 400 m gát        |
| Bronz | Tahar Tamsamani | Ökölvívás | Pehelysúly           |

## Atlétika
Férfi
| Versenyző              | Versenyszám    | Előfutam | Előfutam | Előfutam | Elődöntő | Elődöntő | Elődöntő | Döntő    | Döntő    |
| Versenyző              | Versenyszám    | Idő      | Hely.    | Össz.    | Idő      | Hely.    | Össz.    | Idő      | Helyezés |
| ---------------------- | -------------- | -------- | -------- | -------- | -------- | -------- | -------- | -------- | -------- |
| Khalid Tighazouine     | 800 m          | 1:46,33  | 1.       | 8.       | 1:45,38  | 3.       | 10.      | kiesett  | kiesett  |
| El-Mahjoub Haïda       | 800 m          | 1:47,14  | 3.       | 16.      | 1:46,35  | 4.       | 14.      | kiesett  | kiesett  |
| Muhszin es-Sehíbi      | 800 m          | 1:48,51  | 2.       | 41.      | 1:49,88  | 8.       | 23.      | kiesett  | kiesett  |
| Hisám el-Gerúzs        | 1500 m         | 3:38,57  | 1.       | 4.       | 3:37,60  | 1.       | 1.       | 3:32,32  |          |
| Júszef Bába            | 1500 m         | 3:38,68  | 4.       | 6.       | 3:40,16  | 4.       | 13.      | 3:56,08  | 12.      |
| Ádil el-Kaús           | 1500 m         | 3:41,06  | 7.       | 28.      | kiesett  | kiesett  | kiesett  | kiesett  | kiesett  |
| Brahim Lahlafi         | 5000 m         | 13:22,70 | 1.       | 1.       |          |          |          | 13:36,47 |          |
| Mohamed Saïd El-Wardi  | 5000 m         | 13:35,18 | 10.      | 19.      |          |          |          | kiesett  | kiesett  |
| Saïd Bérioui           | 10 000 m       | 27:45,83 | 5.       | 5.       |          |          |          | 27:37,83 | 6.       |
| Abdel Kader El-Mouaziz | Maraton        |          |          |          |          |          |          | 2:13:49  | 7.       |
| Boubker El-Afoui       | Maraton        |          |          |          |          |          |          | 2:23:53  | 52.      |
| Mustapha Sdad          | 400 m gát      | 51,39    | 6.       | 47.      | kiesett  | kiesett  | kiesett  | kiesett  | kiesett  |
| Ali ez-Zín             | 3000 m akadály | 8:23,79  | 2.       | 7.       |          |          |          | 8:22,15  |          |
| Brahim Boulami         | 3000 m akadály | 8:24,43  | 4.       | 11.      |          |          |          | 8:24,32  | 7.       |
| El-Arbi Khattabi       | 3000 m akadály | 8:43,46  | 11.      | 31.      |          |          |          | kiesett  | kiesett  |

| Versenyző             | Versenyszám | Selejtező | Selejtező | Döntő    | Döntő    |
| Versenyző             | Versenyszám | Eredmény  | Helyezés  | Eredmény | Helyezés |
| --------------------- | ----------- | --------- | --------- | -------- | -------- |
| Younès Moudrik        | Távolugrás  | 795 cm    | 17.       | kiesett  | kiesett  |
| El-Mehdi El-Ghazouani | Távolugrás  | 760 cm    | 31.*      | kiesett  | kiesett  |

Női
| Versenyző        | Versenyszám | Előfutam | Előfutam | Előfutam | Elődöntő | Elődöntő | Elődöntő | Döntő    | Döntő    |
| Versenyző        | Versenyszám | Idő      | Hely.    | Össz.    | Idő      | Hely.    | Össz.    | Idő      | Helyezés |
| ---------------- | ----------- | -------- | -------- | -------- | -------- | -------- | -------- | -------- | -------- |
| Haszna Benhasszi | 800 m       | 2:00,50  | 3.       | 11.      | 1:59,19  | 2.       | 7.       | 1:59,27  | 8.       |
| Mína Ait Hammu   | 800 m       | 2:03,25  | 5.       | 23.      | kiesett  | kiesett  | kiesett  | kiesett  | kiesett  |
| Seloua Ouaziz    | 1500 m      | 4:10,82  | 6.       | 11.      | 4:09,11  | 7.       | 14.      | kiesett  | kiesett  |
| Zhor El-Kamch    | 5000 m      | 16:02,50 | 13.      | 37.      |          |          |          | kiesett  | kiesett  |
| Aszmá Legzávi    | 10 000 m    | 32:56,63 | 10.      | 19.      |          |          |          | 31:59,21 | 18.      |
| Busra Saabi      | 10 000 m    | 34:49,35 | 19.      | 38.      |          |          |          | kiesett  | kiesett  |
| Nezha Bidván     | 400 m gát   | 55,38    | 1.       | 1.       | 54,19    | 2.       | 3.       | 53,57    |          |

* - egy másik versenyzővel azonos eredményt ért el

## Cselgáncs
Férfi
| Versenyző                   | Versenyszám | Selejtező                               | 32-es főtábla     | Nyolcaddöntő      | Negyeddöntő       | Elődöntő          | Vigaszág első kör | Vigaszág negyeddöntő | Vigaszág elődöntő | Bronz- mérkőzés   | Döntő             | Helyezés    |
| Versenyző                   | Versenyszám | Ellenfél Eredmény                       | Ellenfél Eredmény | Ellenfél Eredmény | Ellenfél Eredmény | Ellenfél Eredmény | Ellenfél Eredmény | Ellenfél Eredmény    | Ellenfél Eredmény | Ellenfél Eredmény | Ellenfél Eredmény | Helyezés    |
| --------------------------- | ----------- | --------------------------------------- | ----------------- | ----------------- | ----------------- | ----------------- | ----------------- | -------------------- | ----------------- | ----------------- | ----------------- | ----------- |
| Abdel Ouahed Idrissi Chorfi | Légsúly     | Eric Despezelle (FRA) · 0000-0200       | kiesett           | kiesett           | kiesett           | kiesett           |                   |                      |                   |                   |                   | helyezetlen |
| Ádil Belgájid               | Váltósúly   | Cend-Ajúshín Ocsirbat (MGL) · 0000-0010 | kiesett           | kiesett           | kiesett           | kiesett           |                   |                      |                   |                   |                   | helyezetlen |

## Kajak-kenu

### Szlalom
| Versenyző    | Versenyszám       | Selejtező | Selejtező | Selejtező | Selejtező | Selejtező  | Selejtező  | Döntő    | Döntő    | Döntő    | Döntő    | Döntő      | Döntő      |
| Versenyző    | Versenyszám       | 1. futam  | 1. futam  | 2. futam  | 2. futam  | Összesítés | Összesítés | 1. futam | 1. futam | 2. futam | 2. futam | Összesítés | Összesítés |
| Versenyző    | Versenyszám       | Pont      | Hely.     | Pont      | Hely.     | Pont       | Hely.      | Pont     | Hely.    | Pont     | Hely.    | Pont       | Helyezés   |
| ------------ | ----------------- | --------- | --------- | --------- | --------- | ---------- | ---------- | -------- | -------- | -------- | -------- | ---------- | ---------- |
| Nizar Samlal | Férfi kajak egyes | 154,02    | 22.       | 145,20    | 20.       | 299,22     | 20.        | kiesett  | kiesett  | kiesett  | kiesett  | kiesett    | kiesett    |

## Labdarúgás

### Férfi
| Marokkói férfi labdarúgócsapat-játékoskeret | Marokkói férfi labdarúgócsapat-játékoskeret |
| --- | --- |
| - Zakaria Aboub - Aissam Barroudi - Kareem Ben Kouar - Adel Chbouki - Otmán el-Asszász - Fouzi El-Brazi - Tarik El-Jarmouni - Búsajb el-Mubárki | - Abdel Fattah El-Khattari - Noureddine Kacemi - Mohamed Kharbouch - Hamid Nater - El-Hussain Ouchla - Abdelmajid Oulmers - Akram Roumani - Youssef Safri - Jawad Zairi |

#### Eredmények
Csoportkör
| Csapat              | M | Gy | D | V | Rg | Kg | Gk | P |
| ------------------- | - | -- | - | - | -- | -- | -- | - |
| Chile (CHI)         | 3 | 2  | 0 | 1 | 7  | 3  | +4 | 6 |
| Spanyolország (ESP) | 3 | 2  | 0 | 1 | 6  | 3  | +3 | 6 |
| Dél-Korea (KOR)     | 3 | 2  | 0 | 1 | 2  | 3  | –1 | 6 |
| Marokkó (MAR)       | 3 | 0  | 0 | 3 | 1  | 7  | –6 | 0 |

| 2000. szeptember 14. 20:00 |

| Marokkó (MAR) | 1–4               | Chile (CHI)                                                     |
| ------------- | ----------------- | --------------------------------------------------------------- |
| Ouchla 79'    | (0–1) Jegyzőkönyv | Zamorano 36' 55' (11-esből) 61' (11-esből) Navia 71' (11-esből) |

| Melbourne Cricket Ground, Melbourne Nézőszám: 22 654 Játékvezető: Saad Mane (kuvaiti) |

| 2000. szeptember 17. 18:30 |

| Dél-Korea (KOR) | 1–0               | Marokkó (MAR) |
| --------------- | ----------------- | ------------- |
| I Cshonszu 53'  | (0–0) Jegyzőkönyv |               |

| Hindmarsh Stadium, Adelaide Nézőszám: 12 753 Játékvezető: Herbert Fandel (német) |

| 2000. szeptember 20. 20:00 |

| Spanyolország (ESP)     | 2–0               | Marokkó (MAR) |
| ----------------------- | ----------------- | ------------- |
| José Mari 33' Gabri 90' | (1–0) Jegyzőkönyv |               |

| Melbourne Cricket Ground, Melbourne Nézőszám: 24 623 Játékvezető: Lu Jun (kínai) |

| Csapat        | Helyezés |
| ------------- | -------- |
| Marokkó (MAR) | 16.      |

## Ökölvívás
| Versenyző       | Versenyszám  | Selejtező                          | Nyolcaddöntő                    | Negyeddöntő                | Elődöntő                          | Döntő             | Helyezés |
| Versenyző       | Versenyszám  | Ellenfél Eredmény                  | Ellenfél Eredmény               | Ellenfél Eredmény          | Ellenfél Eredmény                 | Ellenfél Eredmény | Helyezés |
| --------------- | ------------ | ---------------------------------- | ------------------------------- | -------------------------- | --------------------------------- | ----------------- | -------- |
| Hisám Meszbáhi  | Légsúly      | Halil İbrahim Turan (TUR) · 17-11  | José Navarro (USA) · 9-12       | kiesett                    | kiesett                           | kiesett           | 9.       |
| Hassan Oucheikh | Harmatsúly   | Cudzsimoto Kazumasza (JPN) · 12-12 | kiesett                         | kiesett                    | kiesett                           | kiesett           | 17.      |
| Tahar Tamsamani | Pehelysúly   |                                    | Pak Hungmin (KOR) · 21-14       | Israel Pérez (ARG) · 21-18 | Bekzat Szattarhanov (KAZ) · 10-22 | kiesett           |          |
| Mohamed Mesbahi | Középsúly    |                                    | Olekszandr Zubrihin (UKR) · 5-9 | kiesett                    | kiesett                           | kiesett           | 9.       |
| Azize Raguig    | Félnehézsúly | Andrij Fedcsuk (UKR) · RSC         | kiesett                         | kiesett                    | kiesett                           | kiesett           | 17.      |

RSC - a játékvezető megállította a mérkőzést

## Taekwondo
Férfi
| Versenyző     | Versenyszám | Selejtező              | Negyeddöntő                 | Elődöntő          | Vigaszág negyeddöntő | Vigaszág elődöntő               | Bronz- mérkőzés   | Döntő             | Helyezés |
| Versenyző     | Versenyszám | Ellenfél Eredmény      | Ellenfél Eredmény           | Ellenfél Eredmény | Ellenfél Eredmény    | Ellenfél Eredmény               | Ellenfél Eredmény | Ellenfél Eredmény | Helyezés |
| ------------- | ----------- | ---------------------- | --------------------------- | ----------------- | -------------------- | ------------------------------- | ----------------- | ----------------- | -------- |
| Younès Sekkat | Légsúly     | Paul Lyons (AUS) · 4-4 | Gabriel Esparza (ESP) · 1-3 |                   |                      | Gabriel Taraburelli (ARG) · 4-5 | kiesett           |                   | 5.       |

Női
| Versenyző     | Versenyszám | Selejtező                  | Negyeddöntő            | Elődöntő          | Vigaszág negyeddöntő    | Vigaszág elődöntő         | Bronz- mérkőzés   | Döntő             | Helyezés |
| Versenyző     | Versenyszám | Ellenfél Eredmény          | Ellenfél Eredmény      | Ellenfél Eredmény | Ellenfél Eredmény       | Ellenfél Eredmény         | Ellenfél Eredmény | Ellenfél Eredmény | Helyezés |
| ------------- | ----------- | -------------------------- | ---------------------- | ----------------- | ----------------------- | ------------------------- | ----------------- | ----------------- | -------- |
| Meriem Bidani | Váltósúly   | Okamoto Joriko (JPN) · 1-4 | kiesett                | kiesett           |                         |                           |                   |                   | 9.       |
| Munja Búrgíg  | Nehézsúly   |                            | Chen Zhong (CHN) · 3-5 |                   | Tanya White (AUS) · 3-1 | Nataša Vezmar (CRO) · 1-4 | kiesett           |                   | 5.       |

## Tenisz
Férfi
| Versenyző   | Versenyszám | 64-es főtábla                     | 32-es főtábla                        | Nyolcaddöntő                          | Negyeddöntő                    | Elődöntő          | Bronz- mérkőzés   | Döntő             | Helyezés |
| Versenyző   | Versenyszám | Ellenfél Eredmény                 | Ellenfél Eredmény                    | Ellenfél Eredmény                     | Ellenfél Eredmény              | Ellenfél Eredmény | Ellenfél Eredmény | Ellenfél Eredmény | Helyezés |
| ----------- | ----------- | --------------------------------- | ------------------------------------ | ------------------------------------- | ------------------------------ | ----------------- | ----------------- | ----------------- | -------- |
| Karim Alami | Egyes       | Franco Squillari (ARG) · 6-4, 7-6 | Gianluca Pozzi (ITA) · 6-2, 4-6, 8-6 | Fabrice Santoro (FRA) · 6-2, 5–7, 6-4 | Roger Federer (SUI) · 6-7, 1-6 | kiesett           | kiesett           | kiesett           | 5.       |

## Úszás
Férfi
| Versenyző     | Versenyszám  | Előfutam | Előfutam | Előfutam | Elődöntő | Elődöntő | Elődöntő | Döntő   | Döntő    |
| Versenyző     | Versenyszám  | Idő      | Hely.    | Össz.    | Idő      | Hely.    | Össz.    | Idő     | Helyezés |
| ------------- | ------------ | -------- | -------- | -------- | -------- | -------- | -------- | ------- | -------- |
| Saad Khalloqi | 200 m vegyes | 2:13,22  | 6.       | 54.      | kiesett  | kiesett  | kiesett  | kiesett | kiesett  |

## Vitorlázás
Férfi
| Versenyző       | Versenyszám     | Futam | Futam | Futam | Futam | Futam | Futam | Futam | Futam | Futam | Futam | Futam | Pontszám | Helyezés |
| Versenyző       | Versenyszám     | 1     | 2     | 3     | 4     | 5     | 6     | 7     | 8     | 9     | 10    | 11    | Pontszám | Helyezés |
| --------------- | --------------- | ----- | ----- | ----- | ----- | ----- | ----- | ----- | ----- | ----- | ----- | ----- | -------- | -------- |
| Rachid Roussafi | Szörfvitorlázás | 32    | 34    | 33    | (35)  | (36)  | 35    | 35    | 34    | 32    | 33    | 35    | 303,0    | 36.      |